# 彼達迪華馬卡比足球會
彼達迪華馬卡比足球會（羅馬化：Maccabi Petah Tikva F.C.）是一支位於以色列佩塔提克瓦的職業足球會，目前於以色列足球超級聯賽角逐。

## 榮譽
國內聯賽
- 以色列足球超級聯賽
  - 亞軍 (3): 1951-52, 1953–54, 2004–05
- 以色列足球甲級聯賽
  - 冠軍 (6): 1968–69, 1971–72, 1990–91, 2012–13, 2019–20, 2022–23
  - 亞軍 (1): 1977–78

國內盃賽
- 以色列國家盃
  - 冠軍 (3): 1935, 1951–52, 2023–24
  - 亞軍 (3): 1939, 2000–01, 2019–20
- 以色列托托杯甲級
  - 冠軍 (4): 1994–95, 1999–2000, 2003–04, 2015–16
  - 亞軍 (1): 2010–11
- 以色列托托杯乙級
  - 冠軍 (2): 1989–90, 1990–91
- 以色列超級盃甲級
  - 亞軍 (1): 2024
- 以色列超級盃乙級
  - 冠軍 (1): 1968–69

## 外部連結
- Official website